# Renato Felizardo
Renato dos Santos Felizardo (ur. 4 lipca 1978 w Belo Horizonte) – brazylijski siatkarz, grający na pozycji środkowego. Wielokrotny reprezentant Brazylii.

## Przebieg kariery
| Lata      | Klub                        |
| --------- | --------------------------- |
| 1994–1998 | Try On/Minas                |
| 1998–1999 | Telepar/Maringá             |
| 1998–2000 | Olimpikus/Rio de Janeiro    |
| 2000–2001 | Unisul/Florianópolis        |
| 2001–2004 | Ulbra                       |
| 2004–2005 | Tonno Callipo Vibo Valentia |
| 2005      | Gigantes de Carolina        |
| 2005–2006 | Tonno Callipo Vibo Valentia |
| 2006      | Gigantes de Carolina        |
| 2006–2007 | Prisma Taranto              |
| 2007–2008 | Bre Banca Lannutti Cuneo    |
| 2008–2009 | RPA-LuigiBacchi.it Perugia  |
| 2009–2011 | Sada Cruzeiro Vôlei         |
| 2011–2013 | Super Imperatriz Vôlei      |
| 2013–2014 | Moda/Maringá                |
| 2015      | Apan Vôlei/Blumenau         |
| 2016      | Itajaí Pró-Vôlei            |

## Sukcesy klubowe
Mistrzostwo Brazylii:
- 2003
- 2004, 2011
- 1999, 2001

Klubowe Mistrzostwa Ameryki Południowej:
- 2009

## Sukcesy reprezentacyjne
Mistrzostwa Ameryki Południowej Juniorów:
- 1994, 1996

Mistrzostwa Świata Juniorów:
- 1995, 1997

Puchar Wielkich Mistrzów:
- 1997

Igrzyska Panamerykańskie:
- 1999

Liga Światowa:
- 2004, 2005
- 1999

Igrzyska Olimpijskie:
- 2004

## Nagrody indywidualne
- 1996: Najlepszy blokujący Mistrzostw Ameryki Południowej Juniorów